# 關島國家足球場
關島國家足球場（英語：Guam National Football Stadium）是一個位於美國關島阿加尼亚的多用途體育場，能容納1,000名觀眾，球場主要用作足球比賽場地。

足球場地，攝於2022年